# George E. Killian
Pour les articles homonymes, voir Killian.
George E. Killian, né le 6 avril 1924 à Valley Stream, dans l'État de New York, aux États-Unis et mort le 6 décembre 2017[réf. nécessaire], est un entraîneur et dirigeant américain de basket-ball. 

## Biographie
George E. Killian est président de la National Junior College Athletic Association (NJCAA) de 1967 à 1969, puis il en est devenu le directeur exécutif entre 1969 et 2004.
Entre 1976 et 1980, il est président de USA Basketball. Il est également vice-président de la FIBA Amériques de 1979 à 1983, puis il en devient président de 1983 à 1987. Il est président de la FIBA de 1990 à 1998.
Il est nommé membre du FIBA Hall of Fame en 2010, en qualité de contributeur.